# Perastralit
Perastralit war ein ziviler Sicherheitssprengstoff, der von den Sprengstoffabriken Hoppecke in Würgendorf produziert und vertrieben wurde. Hergestellt wurde Perastralit aus wiederverwerteten Kriegssprengstoffen aus alten Artilleriegranaten des Ersten Weltkriegs mit einer Zusammensetzung von 90 % Deutsches Ammonal und 10 % Perdit. Rechnerisch ergab sich daraus die Zusammensetzung zu 72 % Ammonsalpeter, 14,4 % Aluminium, 12,3 % Nitrokörper (im Wesentlichen Dinitrotoluol), 1 % Kaliumchlorat und 0,3 % Holzmehl.

## Oppauer Explosionskatastrophe
Perastralit wurde unter anderem zur Auflockerung von festgebackenen Düngersalzen wie Ammoniumsulfatnitrat bei der BASF in Oppau verwendet und dort auch am Tag der Explosionskatastrophe am 21. September 1921 eingesetzt. Im Rahmen der Untersuchungen zur Oppauer Explosion wurden verschiedene Patronen aus den Beständen der BASF untersucht und dabei festgestellt, dass die beiden Ausgangssubstanzen schlecht vermischt waren, wodurch starke Abweichungen von der theoretischen Zusammensetzung möglich waren.